# Drosophila latecarinata
Drosophila latecarinata este o specie de muște din genul Drosophila, familia Drosophilidae, descrisă de Oswald Duda în anul 1927.
Este endemică în Bolivia. Conform Catalogue of Life specia Drosophila latecarinata nu are subspecii cunoscute.